# Kijowski Narodowy Uniwersytet Budownictwa i Architektury
Kijowski Narodowy Uniwersytet Budownictwa i Architektury (ukr.: Київський національний університет будівництва і архітектури (КНУБА)) – ukraińska uczelnia techniczna.
Za datę powstania uczelni przyjmuje się rok 1930, kiedy to na bazie wydziałów budownictwa przemysłowego i budownictwa komunalnego  Kijowskiego Instytutu Politechnicznego oraz Wydziału Architektury KIjowskiego Instytutu Sztuki powstał Kijowski Instytut Budownictwa. W 1939 roku przemianowano go na Kijowski Instytut Inżynierii Lądowej. W 1993 zyskał rangę uniwersytetu oraz nazwę Kijowska Państwowa Uniwersytet Techniczny Budownictwa i Architektury.
W 1976 roku uczelni nadano Order Czerwonego Sztandaru Pracy.
W skład uczelni wchodzą następujące jednostki organizacyjne:
- Wydział Architektury
- Wydział Automatyki Budownictwa
- Wydział Rozwoju Miast
- Wydział Budownictwa
- Wydział Technologii Budowlanych
- Wydział Inżynierii Sanitarnej
- Wydział Urbanistyki